# Saint-Félix (Oise)
Saint-Félix is een gemeente in het Franse departement Oise (regio Hauts-de-France) en telt 504 inwoners (2005). De plaats maakt deel uit van het arrondissement Clermont.

## Geografie
De oppervlakte van Saint-Félix bedraagt 5,1 km², de bevolkingsdichtheid is 98,8 inwoners per km².
De onderstaande kaart toont de ligging van Saint-Félix (Oise) met de belangrijkste infrastructuur en aangrenzende gemeenten.

## Demografie
Onderstaande figuur toont het verloop van het inwonertal (bron: INSEE-tellingen).